# Щербина, Виктор Петрович
Виктор Петрович Щербина (укр. Віктор Петрович Щербина; 10 февраля 1932 год, Киев — 22 мая 2010, там же), украинский государственный и коммунистический деятель, передовик производства, токарь завода «Арсенал» имени В. И. Ленина Министерства оборонной промышленности СССР, гор. Киев, Украинская ССР. Герой Социалистического Труда (1974). Депутат Верховного Совета УССР 8 — 10 созывов. Член ЦК КПУ (1981—1990).

## Биография
Получил среднее образование.
С 1948 года — токарь Киевского завода цементного машиностроения. Служил в Советской армии в Группе советских войск в Германии.
С 1954 года — токарь, бригадир токарей Киевского завода «Арсенал» имени Ленина. Был инициатором движения за высокую эффективность труда на каждом рабочем месте.
В 1960 году вступил в КПСС. В 1974 году удостоен звания Героя Социалистического Труда. Избирался депутатом Верховного Совета УССР 8 — 10 созывов, делегатом XXV и XXVI съездов КПУ.
С марта 1977 по 1982 год — секретарь Украинского совета профессиональных союзов на общественных началах.
С 20 апреля 1978—1990 год — заместитель Председателя Президиума Верховного Совета УССР.
В 2007 году вышел на пенсию.

## Награды
- Герой Социалистического Труда — Указом Президиума Верховного Совета СССР (с грифом «не подлежит опубликованию») от 16 января 1974 года «за выдающиеся успехи в выполнении и перевыполнении планов 1973 года и принятых социалистических обязательств»[1]
- Орден Ленина
- Орден «Знак Почёта»